# Gestión de permisos
La gestión de permisos o también denominada coloquialmente como permisología, es el proceso que se debe llevar a cabo para el desarrollo o la obtención de los permisos o licencias necesarios para dar cumplimiento con una normativa o legislación en particular, principalmente centrado en la realización de los trámites requeridos para ejecutar una obra, un proyecto o cualquier actividad que se encuentre regulada. En Chile han surgido voces críticas del término "permisología", entre ellas la de la experta Camila Zárate, quien en una columna de opinión señala que está siendo utilizado como una  herramienta para cambiar la legislación ambiental vigente y poder acelerar la aprobación de proyectos de inversión con impactos graves en la naturaleza y la calidad de vida de los pueblos. 

## Ejemplos
La gestión de permisos constituye una obligación fundamental para aquellos que deseen regularizar una actividad ante una entidad estatal. En el ámbito de la construcción, por ejemplo, es obligatorio cumplir con una serie de permisos y licencias antes de iniciar cualquier obra, los cuales varían en función de los requisitos específicos establecidos en la localidad correspondiente, con costos asociados a cada uno de ellos. Estos permisos pueden incluir, entre otros, la autorización general para la edificación, desglosándose en permisos adicionales según el tipo de construcción, tales como el permiso para trabajos en altura, manejo de sustancias peligrosas, operación de maquinaria especializada, realización de un estudio de impacto ambiental y permisos sanitarios, entre otros. Adicionalmente, el Banco Mundial ha publicado estadísticas que analizan la gestión de los permisos de construcción a nivel regional y en cada país del mundo.

## Crítica
Para economistas liberales, la creación de muchos permisos, en particular cuando se tratan de permisos que debe pedir el sector privado, se encuentra asociado a la burocracia en un sentido negativo, entorpeciendo y retrasando proyectos de inversión, por lo que afectaría al crecimiento económico de un lugar. Para analistas de esta situación, consideran que la fragmentación entre diferentes instituciones públicas para pedir distintos tipos de permisos, provoca "nudos" en todo el procedimiento para que una solicitud para un proyecto sea finalmente aprobado para su ejecución. Para sus defensores, los permisos son necesarios para garantizar el funcionamiento seguro y legítimo del proyecto, apegado a la ley y a la regulación del Estado, dentro de los plazos estipulados para cada uno de ellos. Por otra parte,  escépticos de la elaboración de muchos permisos como requisitos para ejecutar un proyecto de inversión, aseguran que daría espacio a actos de corrupción, mediante la emisión de sobornos a diferentes estamentos y funcionarios en el sector público. Para evitar estas situaciones, el Foro Económico Mundial ha hecho público una serie de lineamientos para detectar situaciones que afectan a la probidad entre lo público y lo privado, incluyendo los riesgos de corrupción en los procedimientos vinculados a la obtención de permisos y licencias. Por su parte, la Organización para la Cooperación y el Desarrollo Económicos (OCDE) hizo el mismo análisis y ha publicado guías de buenas prácticas empresariales enfocadas a distintas actividades de la economía, como la minería y el comercio internacional, donde incorporan los delitos que se pueden cometer al momento del otorgamiento de un permiso. Asimismo, la Iniciativa de Recuperación de Activos Robados, liderada por el Banco Mundial, incorpora medidas para hacer frente a las pérdidas económicas de los países en el pago de sobornos por licencias y permisos.Por otra parte, con el fin de reducir los tiempos de espera en la tramitación de permisos y hacer más eficientes las gestiones, evitando duplicados de información y el traslado en físico de la documentación requerida, que relentizaría dicha tarea, se han visto esfuerzos por parte de políticas públicas de gobierno electrónico y de oficina sin papel que permiten simplificar los trámites y mejorar la experiencia de los solicitantes.
El congreso chileno aprobó el1 de julio de 2025 una ley que modifica  los permisos sectoriales y que ha generado controversia en el mundo ambiental. Las organizaciones ambientalistas sostienen que se está recortando la institucionalidad ambiental luego del lobby ejercido por el empresariado y la derecha, ante el gobierno del Presidente Boric y sus ministros. La votación de la Cámara de Diputados también tuvo opiniones divididas, que fueron creciendo en número a medida que avanzó la presión de las organizaciones socioambientales. De esta manera, el día 4 de julio un total de 42 diputados ingresaron un requerimiento de inconstitucionalidad ante el Tribunal Constitucional, respecto de una serie de artículos que, entre otras observaciones, según esos firmantes vulneran el derecho a la salud, a un medio ambiente sano, y modifican la Ley Indígena. Los firmantes de la solicitud pertenecen  a partidos del bloque oficialista (Frente Amplio, Partido Comunista, Partido Socialista, Regionalistas Verdes y Acción Humanista), así como independientes. El requerimiento fue ingresado por el diputado socialista Daniel Melo quien ha declarado que la ley es una regresión ambiental y viola principios ambientales así como el Convenio 169 sobre Consulta Indígena. Los parlamentarios habían señalado previamente durante la tramitación que la ley vulneraba principios como el de no regresión y el principio precautorio. De esta manera, argumentan que el Estado renunciaría a su rol de proteger el ambiente y las personas del desarrollo de actividades susceptibles de generar daño ambiental y/o a la salud de la población, que sólo requerirán de una declaración jurada para su autorización. 
Un  grupo de especialistas de la Facultad de Economía de la Universidad San Sebastián (USS) llevó a cabo un análisis publicado en 2023, en el cual se evaluó el impacto que tuvieron los retrasos en la aprobación de permisos en el Producto Interno Bruto (PIB) de Chile durante 2022 y 2023. Los resultados estiman que estos retrasos provocaron una disminución del 0,2% del PIB en 2022 y del 0,58% en 2023.